# Канаєв Олексій Федорович
Олексій Федорович Канаєв (рос. Алексей Фёдорович Канаев; 25 грудня 1921, Москва — 24 квітня 1997, Київ) — радянський військовий льотчик, Герой Радянського Союзу (1946), в роки німецько-радянської війни помічник з повітряно-стрілецької служби командира 451-го штурмового авіаційного полку 264-ї штурмової авіаційної дивізії (5-й штурмовий авіаційний корпус 5-ї повітряної армії 2-го Українського фронту).

## Біографія
Народився 25 грудня 1921 року в Москві в родині робітника. Росіянин. Член КПРС з 1945 року. Закінчив середню школу.
У 1938 році призваний до лав Червоної Армії. У 1939 році закінчив Серпуховської військову авіаційно-технічну школу. Служив авіаційним механіком в Качинській військово-авіаційній школі пілотів. У боях німецько-радянської війни з жовтня 1942 року. У 1943 році закінчив Воронезьку військово-авіаційну школу пілотів.
До травня 1945 року  О. Ф. Канаєв здійснив 120 бойових вильотів на бомбардування і штурмівку аеродромів, вогневих позицій, скупчень військ і техніки противника. У повітряних боях збив п'ять ворожих літаків.
Указом Президії Верховної Ради СРСР від 15 травня 1946 року за зразкове виконання бойових завдань командування по знищенню живої сили і техніки противника і проявлені при цьому мужність і героїзм старшому лейтенанту Олексію Федоровичу Канаєву присвоєно звання Героя Радянського Союзу з врученням ордена Леніна і медалі «Золота Зірка» (№ 8264).

Могила Олексія Канаєва

Після закінчення війни продовжував службу у Військово-повітряних силах. У 1955 році закінчив Вищі офіцерські льотно-тактичні курси. З 1956 року підполковник О. Ф. Канаєв — в запасі. Жив у Києві. Працював в обласному живописно-скульптурному комбінаті. Помер 24 квітня 1997 року. Похований у Києві на Лук'янівському військовому кладовищі.

## Нагороди
Нагороджений орденом Леніна, трьома орденами Червоного Прапора, двома орденами Вітчизняної війни 1-го ступеня, орденом Червоної Зірки, медалями.